# Municipio de Mount Forest
El municipio de Mount Forest (en inglés: Mount Forest Township) es un municipio ubicado en el condado de Bay en el estado estadounidense de Míchigan. En el año 2010 tenía una población de 1392 habitantes y una densidad poblacional de 14,96 personas por km².

## Geografía
El municipio de Mount Forest se encuentra ubicado en las coordenadas 43°51′47″N 84°6′58″O / 43.86306, -84.11611. Según la Oficina del Censo de los Estados Unidos, el municipio tiene una superficie total de 93.04 km², de la cual 93,01 km² corresponden a tierra firme y (0,04 %) 0,03 km² es agua.

## Demografía
Según el censo de 2010, había 1392 personas residiendo en el municipio de Mount Forest. La densidad de población era de 14,96 hab./km². De los 1392 habitantes, el municipio de Mount Forest estaba compuesto por el 97,27 % blancos, el 0,22 % eran afroamericanos, el 0,93 % eran amerindios, el 1,01 % eran de otras razas y el 0,57 % eran de una mezcla de razas. Del total de la población el 3,09 % eran hispanos o latinos de cualquier raza.